# Monarchy Music
Monarchy Music är ett oberoende amerikanskt skivbolag med huvudkontor i Costa Mesa, Kalifornien.

## Artister
- Cold War Kids (3 skivor)